# Referendo constitucional na Letônia em 2008
O referendo constitucional na Letônia em 2008 foi realizado em 2 de agosto de 2008, no qual, a população teve de decidir sobre a dissolução ou não do Parlamento do país. Desde que 10% dos eleitores registados aprovassem um movimento para se dissolver o parlamento, o referendo seria considerado como resultado favorável. Pelo menos a metade dos eleitores deveria que participar do referendo para que este seja válido.

## Resultados
O referendo foi considerado inválido, pois 40%  do eleitorado (e não 50% que era o mínimo exigido) compareceu às urnas. 96% destes eleitores optaram por SIM, ou seja, para que o Parlamento fosse dissolvido.